# El client
El client (títol original en anglès: The Client) és una pel·lícula estatunidenca dirigida per Joel Schumacher, estrenada el 1994 i doblada al català.

## Argument
El jove Mark Sway és testimoni del suïcidi d'un advocat deshonest que se li confessa abans de morir. Mark és aleshores festejat tant per la policia com pels mafiosos. Es nega a parlar però, conscient del perill que corre, es decideix tanmateix a contractar una advocada, Reggie Love, que accepta defensar-lo per a un dòlar simbòlic.

## Repartiment
- Susan Sarandon: Reggie Love
- Tommy Lee Jones: Roy Foltrigg
- Mary-Louise Parker: Dianne Sway
- Anthony LaPaglia: Barry Muldano
- J.T. Walsh: Jason McThune
- Anthony Edwards: Clint Von Hooser
- Brad Renfro: Mark Sway
- Will Patton: sergent Hardy
- Bradley Whitford: Thomas Fink
- Anthony Heald: Larry Trumann
- Kim Coates: Paul Gronke
- Kimberly Scott: Doreen
- David Speck: Ricky Sway
- William H. Macy: el doctor Greenway
- Ossie Davis: el jutge Harry Roosevelt

## Al voltant de la pel·lícula
- El rodatge s'ha desenvolupat d'agost a octubre de 1993 a Clinton, Memphis (Tennessee) i Nova Orleans.
- Una sèrie de televisió The Client, sèrie derivada de la pel·lícula, va sortir el 1995.
- El client  és la primera pel·lícula de l'actor Brad Renfro.

## Banda original
- Heartbreak Hotel, interpretada per Steve Tyrell
- St. Louis Blues, interpretada per Preservation Hall Jazz Band of New Orleans
- Bourbon Street Parade, interpretada per Jimmy Maxwell i la seva Orquestra
- She Said, interpretada per Tri-Samual Soul Champs

## Premis i nominacions
Premis
- BAFTA a la millor actriu per Susan Sarandon, 1995.

Nominacions
- Oscar a la millor actriu per Susan Sarandon
- Millor actriu en una pel·lícula de suspens, als Blockbuster Entertainment Awards el 1995.
- Millor actriu al Screen Actors Guild Award per Susan Sarandon el 1995.